# El Real de San Vicente
El Real de San Vicente – gmina w Hiszpanii, w prowincji Toledo, w Kastylii-La Mancha, o powierzchni 53,78 km². W 2011 roku gmina liczyła 1097 mieszkańców.